# Maculonaclia douquettae
Maculonaclia douquettae är en fjärilsart som beskrevs av Griveaud 1972. Maculonaclia douquettae ingår i släktet Maculonaclia och familjen björnspinnare. Inga underarter finns listade i Catalogue of Life.